# Mangkung
Mangkung is een bestuurslaag in het regentschap Centraal-Lombok van de provincie West-Nusa Tenggara, Indonesië. Mangkung telt 10.869 inwoners (volkstelling 2010).